# Einsteini(III) bromide
Einsteini(III) bromide là một muối bromide của einsteini với công thức hóa học EsBr3. Nó có cấu trúc hệ tinh thể đơn nghiêng và được sử dụng để điều chế einsteini(II) bromide. Hợp chất này từ từ phân rã thành californi(III) bromide.